# Фазия пёстрая
Фазия пёстрая (лат. Ectophasia crassipennis) — вид паразитических мух из семейства мух-тахин подсемейства Phasiinae.

## Описание
Длина тела имаго 5—9 мм. Крылья затемнены. Окраска брюшка красновато-жёлтая. Ширина чёрной продольной полосы сосотавляет около 0,2—0,3 ширины брюшка, иногда брюшко бывает полностью чёрное. У самок Ectophasia crassipennis седьмой стернит брюшка согнут вперед, а у близкого вида Ectophasia oblonga он немного отогнут назад.

## Биология
Мух обычно наблюдают с начала августа до конца сентября. Питаются они нектаром цветов. Личинки паразитируют на полужесткокрылых семейств Reduvidae (Rhynocoris leucospilus), Pentatomidae (Carpocoris, Dolycoris, Eurydema, Graphosoma, Menida, Palomena), Acanthosomatidae (Elasmostethus) и Coreidae (Coreus marginatus) и Lygaeidae.

## Распространение
Встречается в Европе, Закавказье, Сибири, Дальнем Востоке России, Китае, Японии и Корейском полуострове.